# Jörg Zander
Jörg Zander (Ratingen, 15 febbraio 1964) è un ingegnere tedesco.

## Carriera
Zander si è laureato in Ingegneria presso l'Università di Colonia nel 1990 prima di entrare in Toyota. Dopo un breve periodo di lavoro in Touring Cars è tornato alla Toyota per lavorare in Formula Uno e nel 2003 si trasferisce alla BAR.
Nel settembre del 2005, Zander è stato reclutato dal team Williams per sostituire l'uscente Gavin Fisher, licenziato all'inizio dell'anno a causa delle prestazioni povere della squadra. Zander ha lavorato al fianco al capo dell'aerodinamica Loïc Bigois, sotto la supervisione del direttore tecnico Sam Michael.
Nel marzo 2006, Zander si è dimesso dal team Williams a causa di motivi personali, e subito si è unito al team BMW Sauber come Chief Designer, sotto la guida del direttore tecnico Willy Rampf.
Nel luglio 2007 passa alla Honda Racing F1. Ha continuato nel suo ruolo con il team Brawn GP, ma ha lasciato il team il 19 giugno 2009. Dopo aver lasciato la Brawn, Zander ha istituito una società di ingegneria automobilistica denominata JZ Engineering. Nell'ottobre 2011, Zander era in trattative con il team HRT F1 per diventare direttore tecnico, ma l'affare è saltato.
Zander è entrato Audi Sport nel 2015 come Responsabile della Tecnologia, e inizialmente lavora con il team di auto sportive. Nel 2017 torna in Sauber come Chef Designer.
Il 2 maggio 2018, la Sauber ha annunciato l'abbandono di Zander.